# أوسكار هوفمان (رسام)
أوسكار هوفمان (بالإستونية: Oskar Hoffmann) هو رسام إستوني، ولد في 5 فبراير 1851 في تارتو في إستونيا، وتوفي في 3 مارس 1912 في سانت بطرسبرغ في روسيا.

## معرض صور

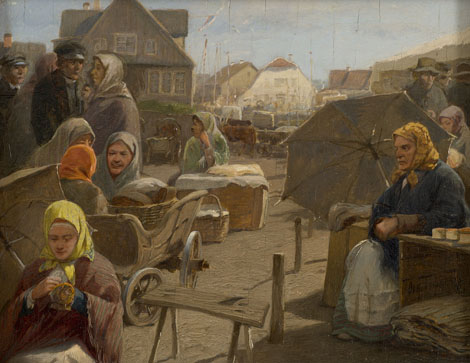
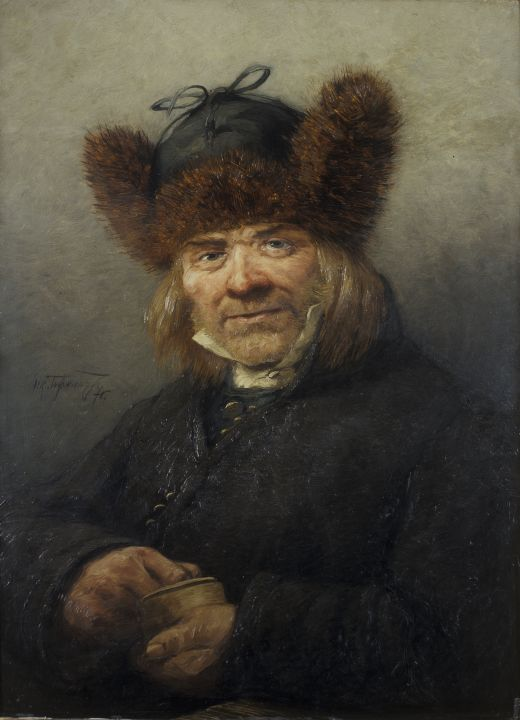
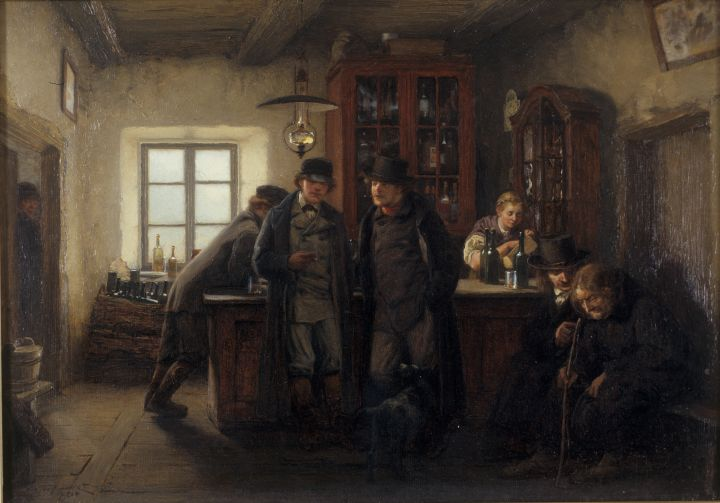
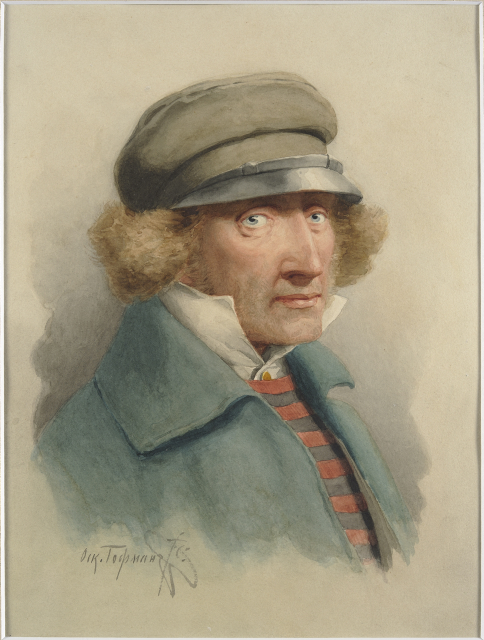